# 中汽內飾
中國汽車內飾集團有限公司，簡稱中國汽車內飾集團、中國汽車內飾，以及中汽內飾（英語：CHINA AUTOMOTIVE INTERIOR DECORATION HOLDINGS LIMITED，港交所：0048），於2003年由庄跃进（主席及行政總裁）和白平（執行董事）於江蘇无锡市新区坊前镇新风路28号（總部）創立。
現時業務在國內經營生產、設計及銷售汽车内饰用无纺布產品。
而股份則在2010年9月29日於香港交易所創業板上市。招股價為1.2港元，發行股份為5000萬股，而集資額為6000萬港元，當時代碼為8321.HK。其後在2014年8月25日轉在主板上市。

## 連結
- joystar.com.hk